# César Palacios
César Palacios Chocarro (Pamplona, Navarra, 19 de octubre de 1974) es un exfutbolista y director deportivo español. Jugaba como medio y su último equipo fue el Club Deportivo Numancia de Soria de la Segunda División de España. Actualmente es el director deportivo de la Sociedad Deportiva Eibar de la Segunda División de España.
El 6 de julio de 2000, tuvo el honor de tirar el chupinazo de las Fiestas de San Fermín, año en que Osasuna subió a Primera División y eligiendo al capitán del equipo para lanzar el chupinazo.

## Trayectoria
César Palacios ingresó en el fútbol base del Club Atlético Osasuna en 1987. Con 19 años, la temporada 1993-94, dio el salto del filial, en Segunda División B, al primer equipo navarro. Su debut en Primera División fue el 6 de abril de 1994 en un encuentro ante el CD Tenerife. En total esa temporada, que terminó con el descenso de Osasuna, Palacios participó en siete encuentros y marcó un gol.
Luego vinieron seis temporadas en Segunda División, en las que fue asentándose como titular indiscutible, siendo designado capitán rojillo en 1996. La temporada 1999-00 fue uno de los puntales del equipo que logró el anhelado regreso a Primera. 
Tras el ascenso, Palacios fue perdiendo peso en las alineaciones, hasta que en mayo de 2004 el club anunció que no renovaría el contrato del jugador. Palacios abandonaba el club navarro tras once temporadas en el primer equipo -y 17 años en total en la entidad- acumulando 40 goles en 312 partidos con la camiseta osasunista.
Tras su salida de Osasuna, fichó por el CD Numancia, equipo en el que jugó durante 6 años y en el que llegó a ser capitán. Después de retirarse en el año 2010, se incorpora a la dirección técnica del equipo soriano.

## Trivia
Su hermano Alejandro Javier Palacios Chocarro también tiene una carrera como futbolista principalmente en Segunda División B. Ha jugado en Osasuna B, Novelda CF, CM Peralta, CD Alfaro o CD Izarra. Su hijo César Palacios Pérez también es futbolista.

## Selección nacional
Aunque no ha sido convocado por la selección española, ha jugado tres partidos internacionales de carácter amistoso con la Selección de fútbol de Navarra.
Ha sido internacional en 40 ocasiones con las categorías inferiores de la selección de fútbol de España, destacando un campeonato de Europa sub-16, un subcampeonato del mundo sub-17 en 1991 y una medalla de bronce el Campeonato Europeo Sub-18 en 1993.

## Clubes
| Club         | País   | Año       |
| ------------ | ------ | --------- |
| CA Osasuna B | España | 1993-1994 |
| CA Osasuna   | España | 1994-2004 |
| CD Numancia  | España | 2004-2010 |

## Palmarés

### Campeonatos nacionales
| Título                   | Club        | País   | Año  |
| ------------------------ | ----------- | ------ | ---- |
| Liga de Segunda División | CD Numancia | España | 2008 |